# Estadi El Toralín
El Toralín és un estadi de futbol de la ciutat de Ponferrada, a la província de Lleó. És propietat de l'Ajuntament de la ciutat i és on hi disputa els seus partits com a local la Sociedad Deportiva Ponferradina. Té capacitat per a 8.800 espectadors.

## Història
Es va construir en substitució de l'antic camp de la Ponferradina, el Fuentesnuevas, que havia substituït al primer camp del club, el de «Santa Marta». Es va inaugurar el 5 de setembre del 2000 amb un partit contra el Celta de Vigo que van perdre els locals per 0-2. L'estadi es va remodelar el 2006 pel possible ascens de l'equip a Segona Divisió, quan es van ampliar totes les graderies i es van reformar la llotja i les cabines de premsa. Actualment reuneix les característiques que imposa la UEFA per a disputar partits en competicions internacionals.